# 金智賢
- 金址泫

金 智賢（キム・ジヒョン、韓国語: 김지현、1996年7月22日 - ）は、大韓民国済州特別自治道済州市出身のプロサッカー選手。ポジションはFW。Kリーグ2・水原三星ブルーウィングス所属。元韓国代表。

## 経歴
2018年、江原FCに入団。2019年、27試合10得点の活躍を見せ、最も活躍した若手選手に与えられるKリーグ年間最優秀若手選手賞を受賞した。
2020年、韓国代表に初招集。
2021年1月8日、国軍体育部隊が発表した書類選考合格者のリストに入っていたものの、AFCチャンピオンズリーグ2020王者の蔚山現代FCへの移籍が浮上したため、兵役服務を延期。1月13日、正式に蔚山現代への移籍が発表された。
2021年12月7日、国軍体育部隊は金泉尚武FC5期メンバーとなる「2022年1次国軍代表（尚武）運動選手」最終合格者4名を発表し、その中に金智賢も含まれた。12月27日に忠清南道論山市の陸軍訓練所に入所。
2023年6月26日、金智賢ら金泉尚武5期メンバー4人が予定通り18ヶ月の服務を終えて転役し、蔚山現代に復帰。
2025年1月4日、蔚山HD退団が発表された。1月6日、Kリーグ2の水原三星ブルーウィングスに加入。

## 所属クラブ
- 2005年 - 2008年 外都初等学校（朝鮮語版）
- 2009年 - 2011年 大靜中学校（朝鮮語版）
- 2012年 - 2014年 済州第一高等学校（朝鮮語版）
- 2015年 - 2016年 仁済大学校
- 2017年 漢拏大学校（朝鮮語版）
- 2018年 - 2020年  江原FC
- 2021年 - 2024年  蔚山現代FC/蔚山HD FC
  - 2022年 - 2023年  金泉尚武FC (兵役)
- 2025年 -  水原三星ブルーウィングス

## 代表歴
- 2020年  韓国

### 試合数
- 国際Aマッチ 0試合 0得点（2020年 - ）

| 韓国代表 | 国際Aマッチ | 国際Aマッチ |
| 年       | 出場        | 得点        |
| -------- | ----------- | ----------- |
| 2020     | 0           | 0           |
| 通算     | 0           | 0           |

## タイトル

### 個人タイトル
- 2019年 Kリーグ年間最優秀若手選手賞[7]